# Tuberopeplus
Tuberopeplus is een kevergeslacht uit de familie van de boktorren (Cerambycidae). De wetenschappelijke naam van het geslacht werd voor het eerst geldig gepubliceerd in 1947 door Breuning.

## Soorten
Tuberopeplus omvat de volgende soorten:
- Tuberopeplus chilensis Breuning, 1947
- Tuberopeplus krahmeri Cerda, 1980